# Stigmaphyllon
Genre
Classification APG II (2003)
Stigmaphyllon est un genre de plantes à fleurs de la famille des Malpighiaceae

## Liste d'espèces
| - Stigmaphyllon aberrans - Stigmaphyllon acuminatum - Stigmaphyllon adenodon - Stigmaphyllon adenophorum - Stigmaphyllon affine - Stigmaphyllon albiflorum - Stigmaphyllon alternans - Stigmaphyllon alternifolium - Stigmaphyllon alulatum - Stigmaphyllon bonariense | - Stigmaphyllon bannisterioides - Stigmaphyllon diversifolium - Stigmaphyllon ecudorense - Stigmaphyllon emarginatum - Stigmaphyllon eggersii - Stigmaphyllon floribundum - Stigmaphyllon jatrophifolium - Stigmaphyllon nudiflorum - Stigmaphyllon puberum |